# Teedriinjik River
Der Teedriinjik River (offizieller Flussname seit 2015; umfasst die Flussläufe von Chandalar River und North Fork Chandalar River) ist ein rund 400 Kilometer langer rechter Nebenfluss des Yukon Rivers im nördlichen Interior des US-Bundesstaats Alaska.

## Geographie

### Verlauf
Der Teedriinjik River entspringt nahe dem Atigun Pass in der Brookskette. Am Oberlauf der North Fork befindet sich der Chandalar Shelf, ein flaches Tal östlich des Dalton Highways, das Karibus zum Überwintern nutzen. Er fließt in überwiegend südlicher Richtung durch das Bergland. Er durchfließt den Chandalar Lake. Im Unterlauf wendet er sich nach Osten und Südosten, passiert dann die Siedlung Venetie und mündet rund 35 Kilometer westlich von Fort Yukon in den Yukon River.

### Nebenflüsse
Das Quellgebiet des etwa 370 km langen East Fork Chandalar River liegt in der Nähe der Romanzof Mountains in der östlichen Brookskette. Arctic Village liegt an diesem Zufluss. Der als National Wild and Scenic River ausgewiesene Wind River mündet in die East Fork. Etwa 50 Kilometer unterhalb der Einmündung des Ch’idriinjik River mündet der East Fork von Norden kommend in den Hauptfluss.

## Name
Der ehemalige Name des Flusses, Chandalar River, hat seinen Ursprung in der Bezeichnung Gens de Large der französischen Angestellten der Hudson’s Bay Company in Fort Yukon für die entlang des Flusses lebenden Gwich'in, die „Nomadenvolk“ bedeutete. Die Übertragung der französischen Aussprache in die englische Schreibweise führte zum heutigen Namen „Chandalar“ (anfangs auch zum Teil „Chand-da-larg“ geschrieben). Der Name der Ureinwohner für den Fluss war „Achenchik“.
Der heutige indianische Flussname kommt aus der Gwich'in-Sprache und bedeutet „leuchtender Fluss“ oder „schimmernder Fluss“.